# Полный привод

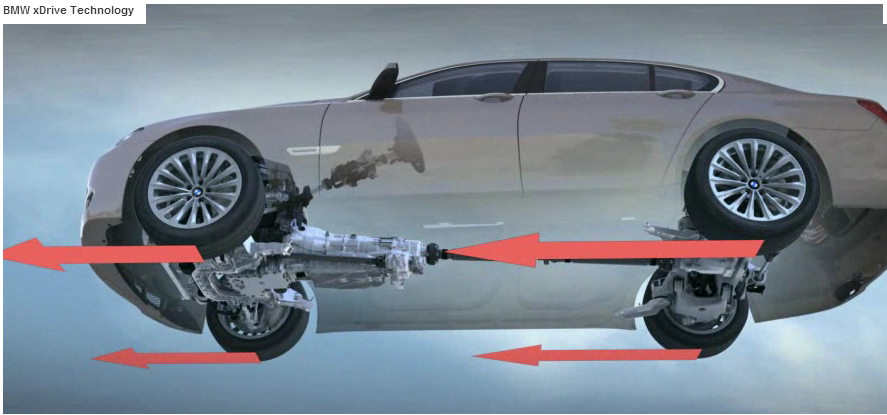
полноприводный автомобиль

Полный привод — разноплановый комплекс технических решений, обеспечивающий автомобилю постоянную или, как минимум, временную возможность иметь ведущими все свои колёса. Обоснованием применения полного привода на автомобиле является то, что полноприводной автомобиль может реализовывать в силу тяги всю доступную ему мощность при гораздо меньших силах сцепления, действующих на колёса, что напрямую сказывается на улучшении внедорожных и всепогодных способностей автомобиля. В случае одного двигателя идея полного привода реализуется только посредством полноприводных трансмиссий различных схем, каждая из которых подразумевает свои уникальные правила раздачи мощности между осями. В случае нескольких двигателей идея полного привода может быть реализована посредством раздельного (не связанного друг с другом) привода осей.

## Обозначение
2×2, 3x3, 4×4, 6×6, 8×8, 12×12, 24×24, 4WD, AWD (All-wheel drive), Four-wheel drive и т. п.

## История применения на различных автомобилях
До 1980-х годов полный привод ассоциировался почти исключительно с вездеходами, а полноприводные автомобили как правило имели увеличенные дорожный просвет и другие атрибуты повышенной проходимости.
Однако после появления систем полного привода на обычных автомобилях, без основной задачи повышения проходимости, на мелкосерийный Jensen FF в 1960-х, на серийные Audi с 1980-го, и ряда аналогичных систем у других компаний, привод на все колёса стал рассматриваться и как средство повышения ходовых качеств. В этом случае обеспечивается наиболее эффективное использование мощности двигателя при любом режиме движения, улучшается устойчивость при прохождении виражей, особенно на скользких покрытиях.
Именно с этими целями полный привод используется на спортивных автомобилях, например, Lamborghini Murciélago и некоторых моделях Porsche, широко распространён на автомобилях Subaru, а также на представительских автомобилях для повышения уровня активной безопасности — примеры такого использования включают системы 4Matic (на автомобилях Mercedes Benz), xDrive (BMW), XWD (Saab), AWD (Volvo), 4 Motion (Volkswagen), а из российских разработок — трансмиссию малосерийной представительской «Волги» ГАЗ-3105 и представительского проекта «Кортеж».

#### Гоночные автомобили с открытыми колёсами
Полный привод как потенциальная возможность реализации избыточной мощности в условиях невысокой массы автомобиля, неразвитой аэродинамики и отсутствия подходящих шин.
1949 год.Porsche 360 Cisitalia. Вероятно, первый полноприводный гоночный автомобиль с открытыми колёсами. Имел подключаемый полный привод на передние колёса.
1967 годSTP Paxton Turbocar для гонки 500 миль Индианаполиса. Постоянный полный привод.
1968 годLotus 56 для гонки 500 миль Индианаполиса. Постоянный полный привод.
1969 годLotus 63 и Matra MS84 для гонок Формулы-1. Постоянный полный привод.
1971 годГран-при Италии Формулы-1. Вероятно, последнее зафиксированное участие полноприводного автомобиля в гонках автомобилей с открытыми колёсами.

## Компоновка полного привода

### С передним расположением двигателя
Схема трансмиссии полноприводного автомобиля...
Большая часть полноприводных автомобилей — переднемоторные, которые являются производными от переднемоторных задне- и переднеприводных. Подобная компоновка является самой целесообразной для грузовых автомобилей повышенной проходимости, пикапов и SUV: она обеспечивает их сцепление, не жертвуя ни перевозимым грузом, ни пассажирскими сиденьями. На основе переднеприводных легковых автомобилей многие фирмы, особенно японские (родоначальником в 1971 году стала фирма Subaru), выпускают версии с приводом на заднюю ось (как отключаемым, так и постоянно включённым). Встречаются модели как с продольным расположением двигателя, например, Subaru Leone, Audi Quattro и т.д., так и с поперечным (представлены в настоящее время в большинстве случаев). Штатная коробка передач переднеприводного автомобиля (как механическая, так и автоматическая) изменена, установлен редуктор отбора мощности к задней оси, крутящий момент передаётся через карданный вал на заднюю ось. Дифференциал с блокировкой (если он есть, на моделях с постоянным приводом) находится в картере коробки передач. На автомобилях с отключаемой задней осью подключение её производится или рычагом, или кнопкой (вакуумный сервопривод с электрическим управлением). Многие легковые автомобили с полным приводом имеют защиту поддона картера двигателя, дорожный просвет не увеличен в сравнении с переднеприводной моделью (используются одни и те же детали подвески).

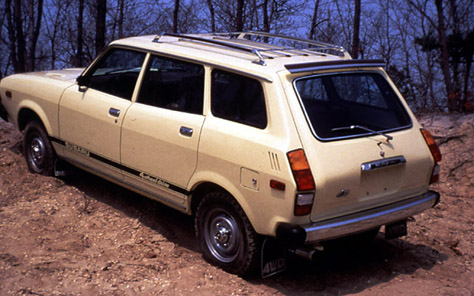
Subaru Leone Break 4WD (1972) - Переднеприводный легковой автомобиль, дооснащённый полным приводом

Из советских легковых автомобилей эту компоновку имели автомобили ЛуАЗ-967 и ЛуАЗ-969, на них устанавливался двигатель воздушного охлаждения автомобилей «Запорожец», изменённая коробка передач имела подключаемый вал отбора мощности к задней оси. Однако эти автомобили изначально относились к категории внедорожников.

### С расположением двигателя внутри колёсной базы

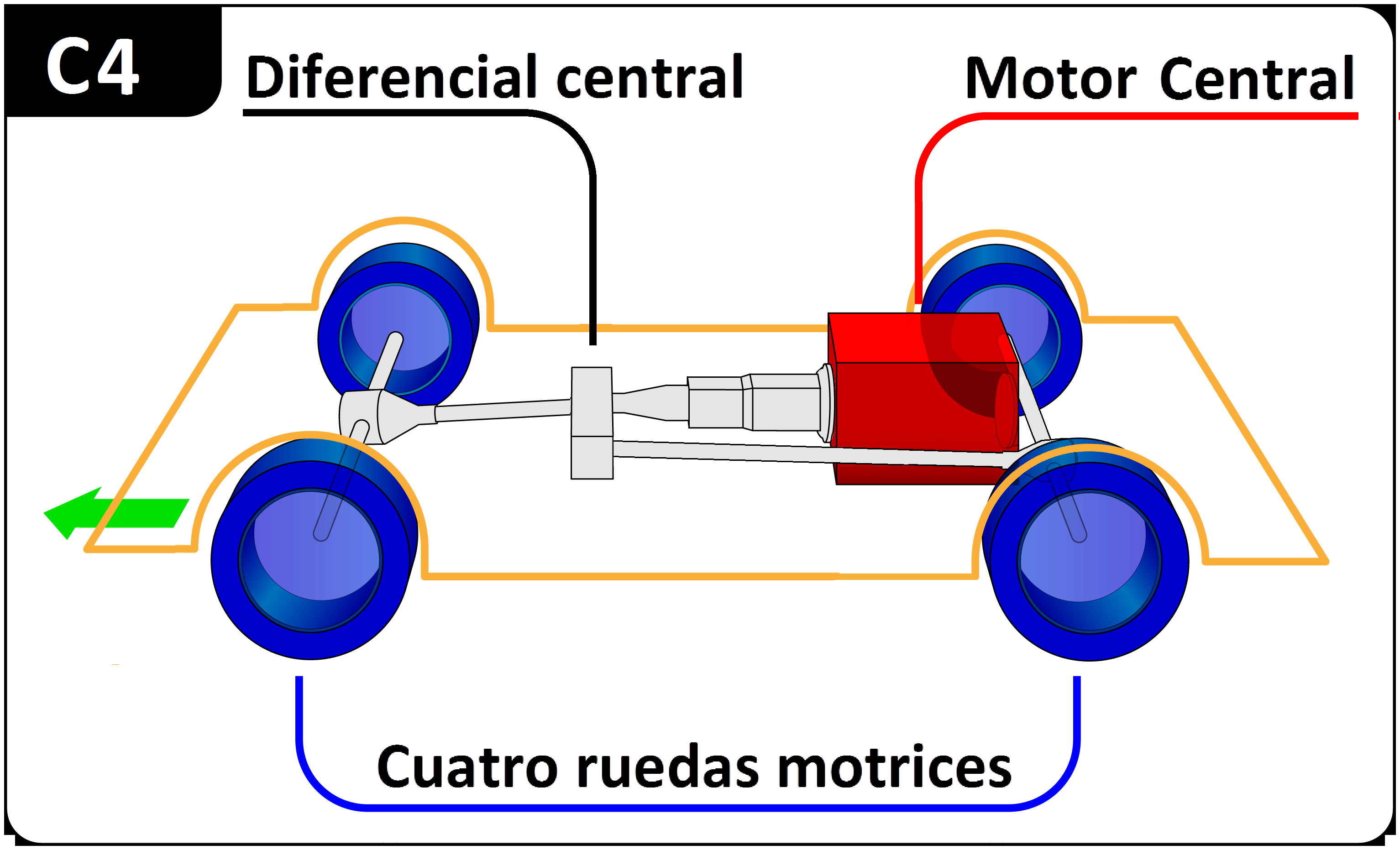
Схема трансмиссии полноприводного автомобиля на основе задне-среднемоторного заднеприводного с продольным расположением двигателя

Одновременно самая первая и самая редкая в настоящее время компоновка полного привода. Первым полноприводным автомобилем в истории является Spyker 60 HP, выпущенный в 1903 году. 

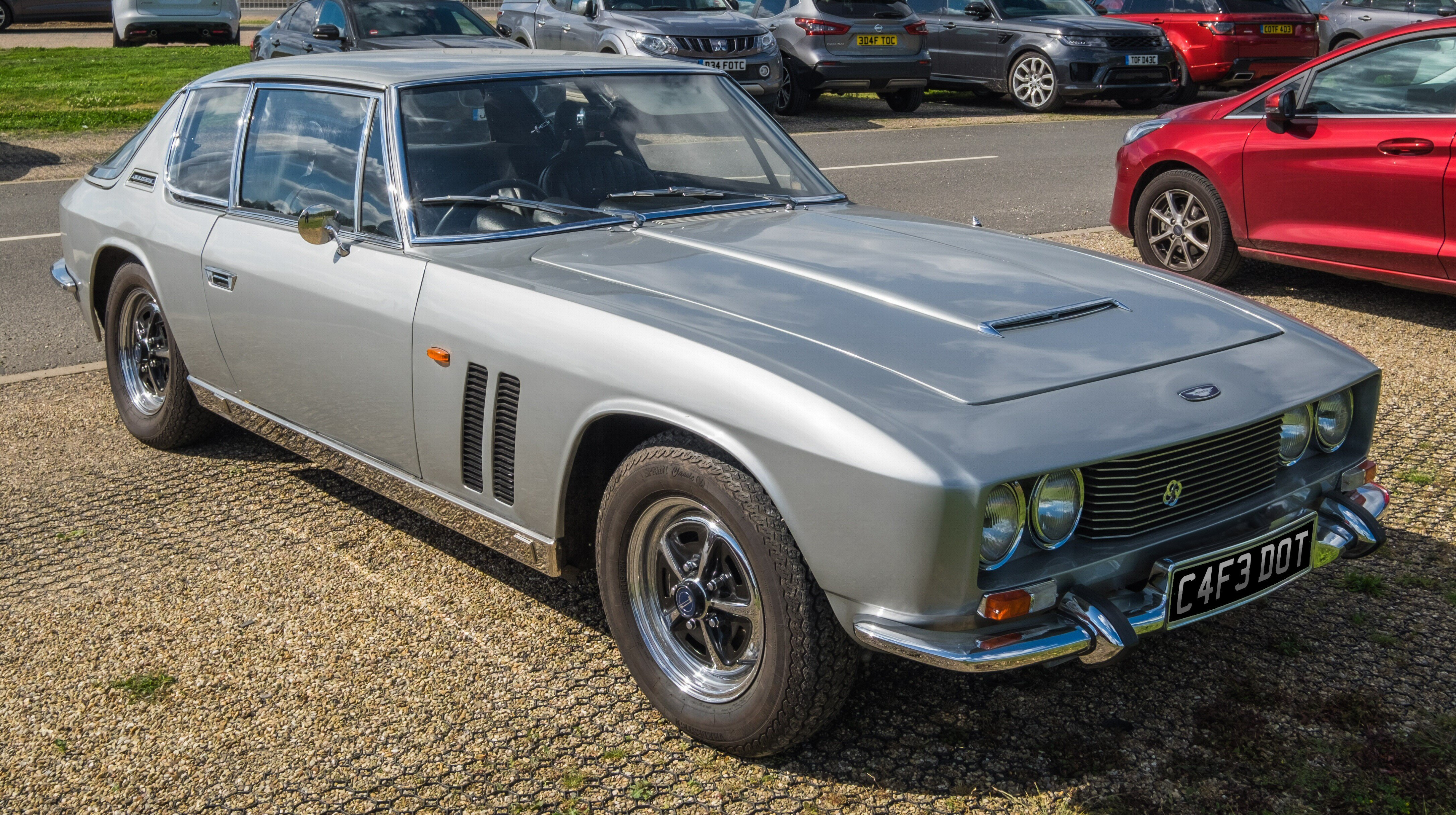
Первый в мире серийный спорткар с полным приводом Jensen FF (1966)

В 1966 году впервые начал серийно выпускаться легковой автомобиль (и первый серийный спорткар в частности), в котором полный привод применялся не для повышения проходимости, а для улучшения ходовых качеств на дорогах с твёрдым покрытием, не случайно эксперты-современники признали Jensen FF самой безопасной машиной в мире с точки зрения управляемости.

### С задним расположением двигателя

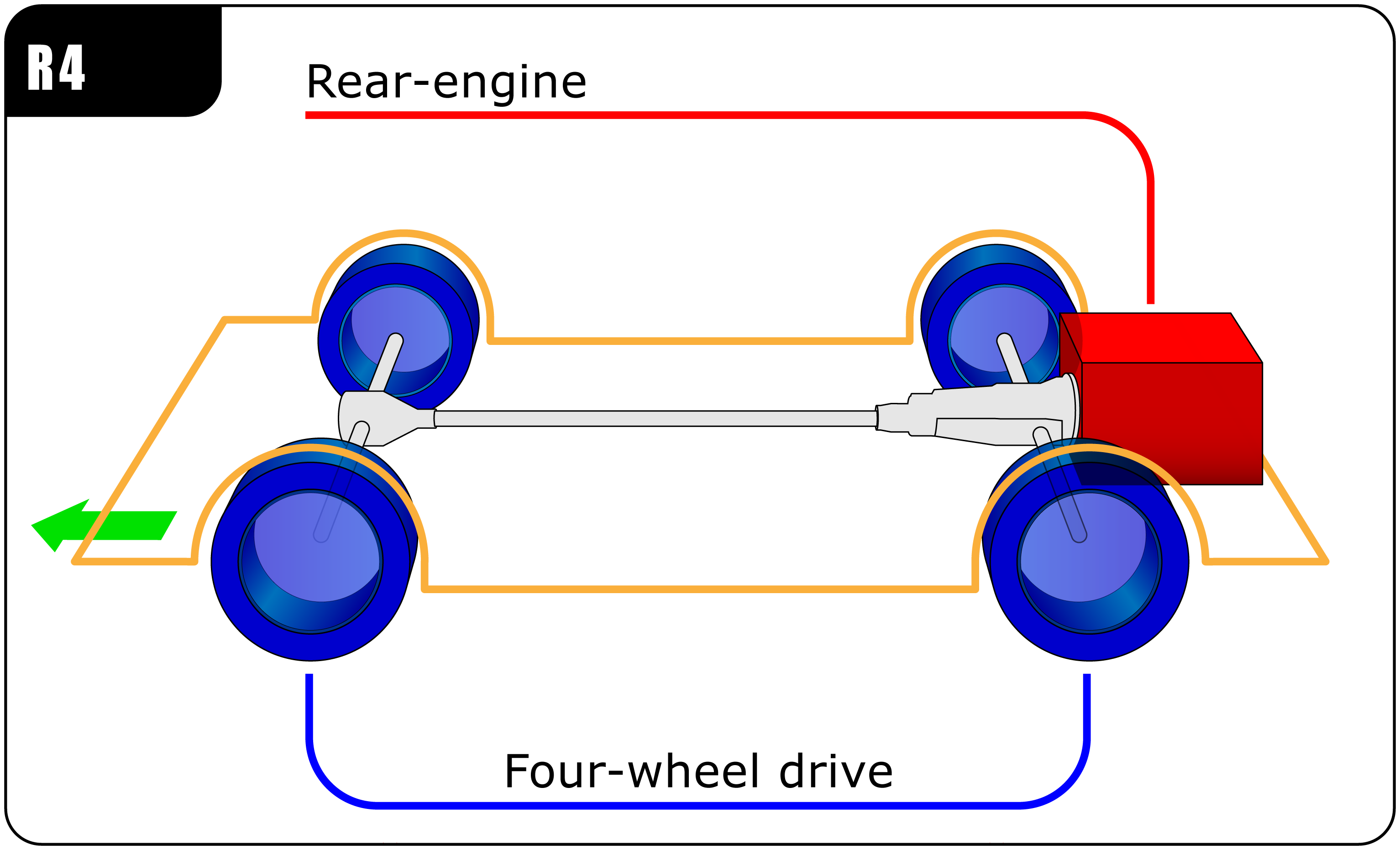
Схема трансмиссии полноприводного автомобиля на основе заднемоторного заднеприводного с продольным расположением двигателя

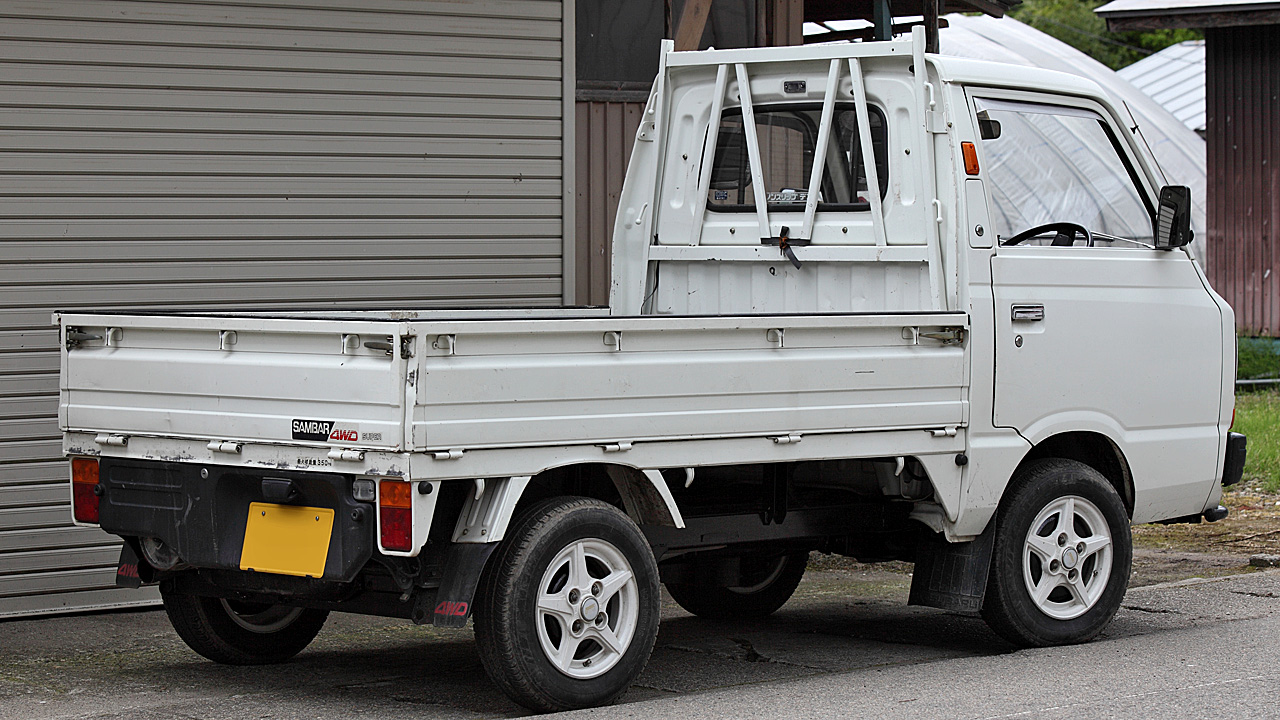
Subaru Sambar 4WD, Япония. Откинув задний бампер, можно получить доступ к двигателю

До 2010-х существовало небольшое количество моделей полноприводных автомобилей с заднемоторной компоновкой, например, фургоны и микроавтобусы Subaru Sambar/Domingo, малотоннажные грузовики (грузоподъёмностью около 500 кг) других японских фирм, например, Honda.  Основной привод на заднюю ось, коробка передач объединена с главной передачей. Привод на переднюю ось отключаемый или постоянно включён. Доступ к двигателю происходит через откидной задний бампер или через разбираемый пол в салоне микроавтобуса. Подвеска колёс независимая.

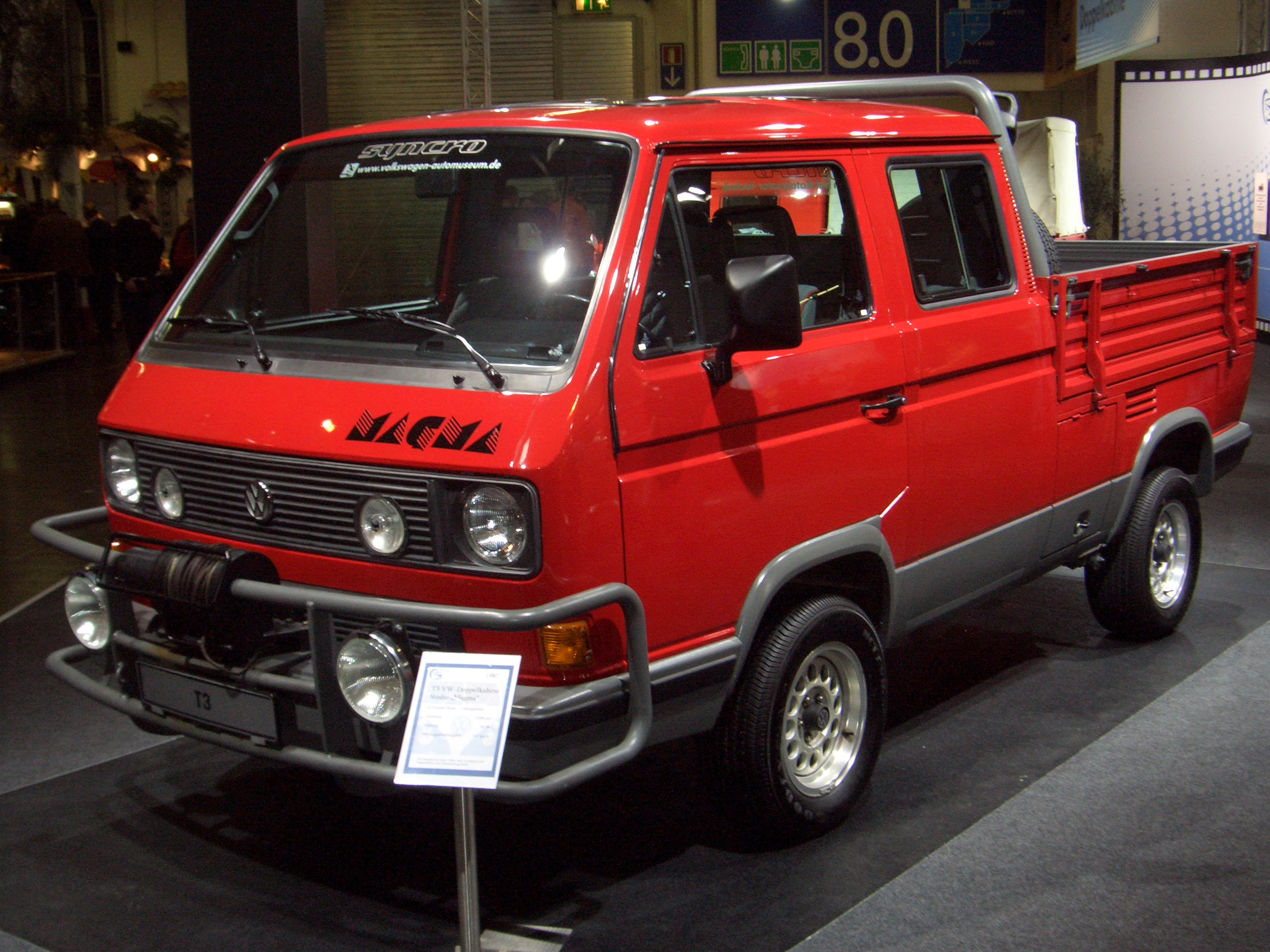
VW T3 Syncro Doppelcabine Lastwagen, Германия-Австрия

В Австрии фирма Steyr по заказу VAG выпускала в 1985-1992 гг. полноприводную версию Syncro заднемоторного микроавтобуса Volkswagen Transporter T3. С конца 1980-х модель Transporter Syncro предлагалась ещё и в кузовах фургон и пикап, а также премиальных исполнениях Caravelle и Carat.
Некоторые колёсные бронированные машины также имеют заднее расположение двигателя (например, БРДМ-2, БТР-60), но в их конструкции используются агрегаты от «классических» грузовых полноприводных автомобилей (двигатель с коробкой передач, раздаточная коробка).

## Схемы полного привода

Схема, иллюстрирующая положение колёс при повороте автомобиля. Управляемые колёса передней оси катятся по окружности большего радиуса, нежели задние

Под схемой ПП подразумевается то, каким образом передняя и задняя ведущая оси включены в раздачу мощности от двигателя. Выбор той или иной схемы для конкретного ТС определяется многими факторами: конструкцией шасси и способом поворота, областью предполагаемой эксплуатации, конструкторскими предпочтениями, ценой. Применение ПП всегда ставит перед конструктором задачу, как и чем на разрабатываемом ТС будет обеспечиваться возможность вращения ведущих осей с разными угловыми скоростями, что в свою очередь проистекает из-за факта того, что на всех ТС за исключением тракторов со складываемыми полурамами колёса передней и задней оси в повороте катятся по разным радиусам. Даже на ТС с полноуправляемым шасси колёса передней и задней оси обычно отклоняются на разные углы для поворота, а абсолютно подавляющее большинство ТС имеют как управляемые (обычно передние), так и неуправляемые оси, что при движении на дуге предполагает их неравную частоту вращения. У каждой схемы ПП имеется свой уникальный способ решения задачи обеспечения разноскоростного вращения осей в поворотах, предполагающий определённый набор конструкторских решений и используемых механических передач вращения. В некоторых случаях решением этой задачи вообще пренебрегают, и это тоже является одной из схем ПП.
Существуют механические и автоматические(по другому электронные) схемы полного привода: К механическим схемам относятся подключаемый полный привод (part-time), постоянный полный привод (full-time), к автоматическим схемам относятся постоянный по требованию полный привод (on-demand full-time) и многорежимный полный привод (selectable). На одной и той же модели ТС на разных модификациях могут применяться разные схемы (типичный пример — Jeep Wrangler).

### Подключаемый полный привод

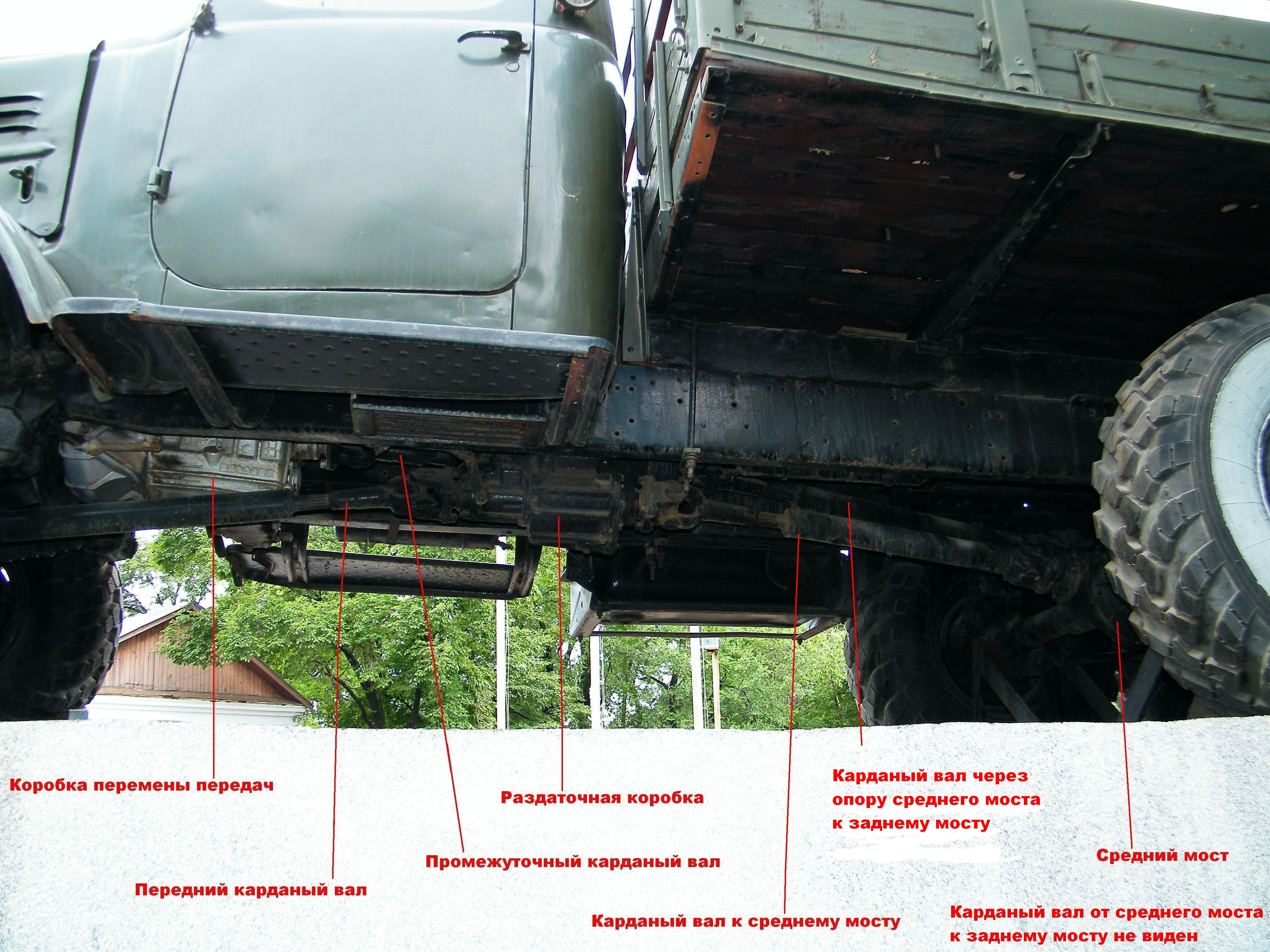
Трансмиссия трёхосного полноприводного автомобиля ЗИЛ-157

Самая простая и в то же время самая надёжная схема полного привода: при нормальной эксплуатации крутящий момент передаётся только на одну ось (переднюю или заднюю, в зависимости от модели и конструкции), а при необходимости подключается вторая ось (также переднюю или заднюю, в зависимости от модели и конструкции) — с помощью раздаточной коробки. При подключении о́си жёстко связываются между собой и вращаются с одинаковой скоростью, что создаёт некоторые ограничения: полный привод можно использовать только на покрытиях, допускающих проскальзывание колёс (грязь, песок, снег, лёд и т. п.). Какие колёса будут пробуксовывать — передние или задние — это зависит от нагрузки на ось в данный момент.
При жёсткой связи ведущих мостов в трансмиссии может возникнуть циркуляция мощности (ЦМ). При повороте циркулирующая мощность может быть значительной. ЦМ не используется для преодоления сил сопротивления движению автомобиля, дополнительно нагружает механизмы трансмиссии и шины, вызывая их повышенный износ. Кроме того, из-за увеличения суммарной мощности, передаваемой через механизмы трансмиссии, возрастают потери мощности в трансмиссии на буксовании колёс, увеличивая расход топлива и износ деталей двигателя. Поэтому ЦМ является вредной, и её часто называют паразитной мощностью. Чтобы уменьшить дополнительное изнашивание механизмов трансмиссии, шин и расход топлива, вызванных ЦМ и перераспределением крутящего момента, при раздаточной коробке с блокированным приводом необходимо включать второй ведущий мост только для повышения проходимости и устойчивости автомобиля. При движении по хорошим дорогам необходимо принудительное отключение второго ведущего моста для устранения циркуляции мощности или перераспределения крутящего момента.
Таким образом, основной недостаток подключаемого полного привода проявляется при перемещении по поверхности с часто меняющимися свойствами — асфальт с пятнами льда или снега, твёрдый грунт с участками грязи и т. д. Необходимо либо постоянно подключать и затем выключать второй мост (что иногда сопряжено с определёнными сложностями в зависимости от реализации способа подключения моста), либо перемещаться в обычном режиме, рискуя застрять, либо перемещаться на полном приводе, изнашивая трансмиссию циркуляциями мощности на хороших участках дороги.

### Постоянный полный привод

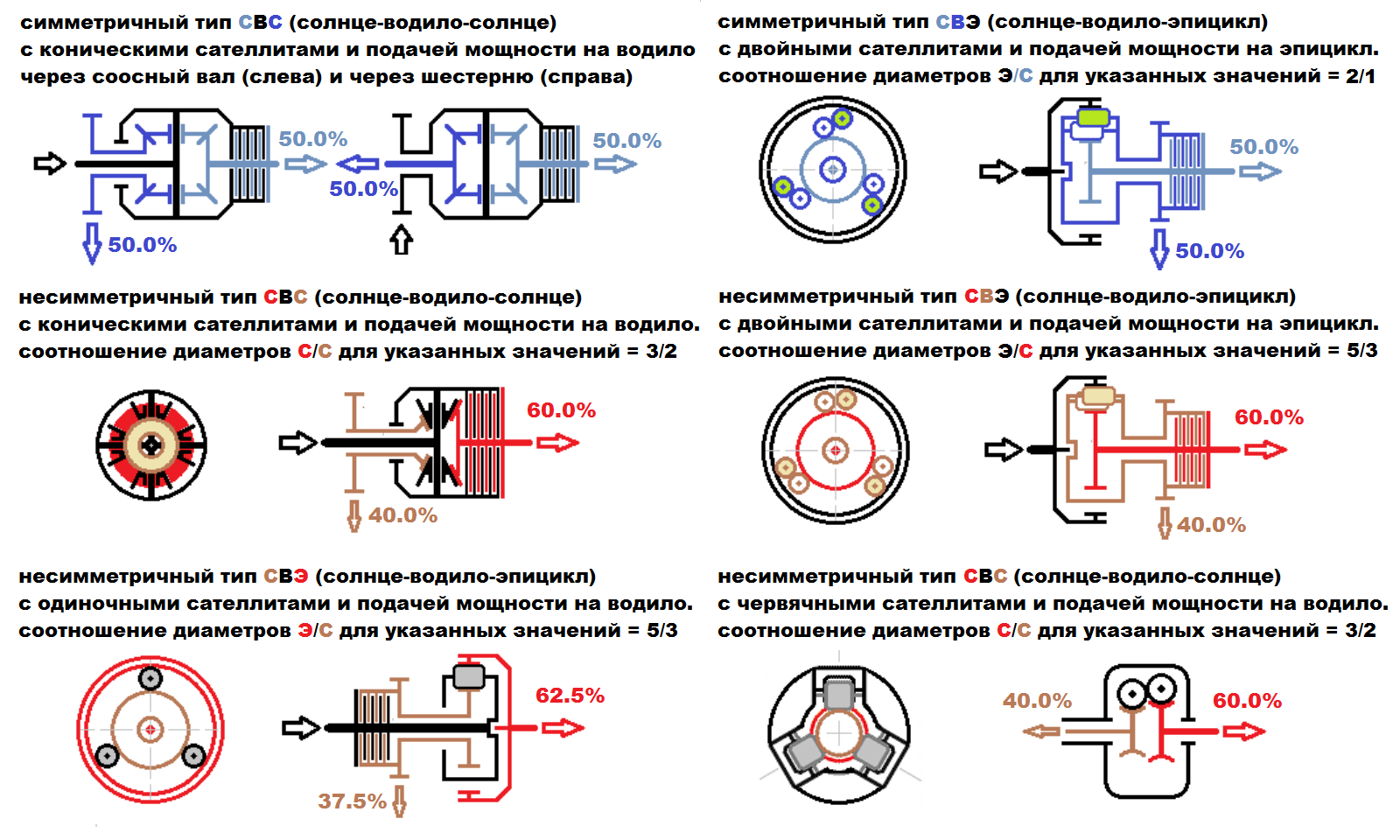
Наиболее распространённые типы межосевых дифференциалов

Данная система полного привода предполагает постоянное подключение всех осей автомобиля к раздаче крутящего момента от двигателя. Главные передачи осей здесь получают крутящий момент от коробки передач через специфический элемент любой подобной трансмиссии — межосевой дифференциал. В случае двухосного автомобиля межосевой дифференциал один, в случае трёхосного — два, в случае четырёхосного — три, и т. д., причём, ветвление потоков через дифференциалы всегда происходит наподобие двоичного дерева. Независимо от общего числа ведущих осей система способна работать в чисто механической реализации без какой-либо управляющей электроники.
Конструктивная специфика
На автомобилях с продольно расположенными моторами межосевой дифференциал обычно расположен соосно с выходных валом коробки передач, а крутящий момент передаётся на него либо напрямую с торца выходного вала, либо через соединительную муфту. С межосевого дифференциала поток привода задней оси передаётся на вал привода задней оси и далее через гипоидную или коническую главную передачу на задний межколёсный дифференциал, а поток привода передней оси может передаваться либо через вал привода передней оси, расположенный внутри полого выходного вала коробки передач, либо через узел отбора мощности, состоящий из цепной или зубчатой передачи, вал привода передней оси сбоку от коробки передач и далее в обоих случаях через гипоидную или коническую главную передачу на передний межколёсный дифференциал.
На автомобилях с поперечно расположенными моторами межосевой дифференциал расположен по оси передних колёс, а крутящий момент на него передаётся с выходного вала коробки передач через цилиндрическую главную передачу передней оси. С межосевого дифференциала поток привода передней оси передаётся напрямую на передний межколёсный дифференциал, а поток привода задней оси передаётся через набор зубчатых передач узла отбора мощности на вал привода задней оси и далее через гипоидную или коническую главную передачу на задний межколёсный дифференциал, причём общее передаточное отношение всех зубчатых передач узла отбора мощности и главной передачи задней оси всегда равно единице.
Принципы распределения крутящего момента
Особенность системы в том, что в случае так называемого свободного дифференциала крутящий момент распределяется по осям в единственно возможной пропорции, заложенной в данный дифференциал. Динамическое перераспределение крутящего момента в соответствии с действующими в данный момент на оси силами сцепления на таком дифференциале невозможно. Соотношение распределения крутящего момента здесь обычно близко к соотношению статического распределения веса автомобиля по осям. Любые случаи несоответствия этих двух соотношений теоретически ухудшают способности системы к реализации крутящего момента мотора в силу тяги автомобиля, но практически в силу разных причин такое решение (несоответствия) часто применяется на самоблокирующихся или принудительно блокируемых дифференциалах (например, фактическая развесовка 45/55, а дифференциал 35/65). В случае самоблокирующегося дифференциала при срабатывании его блокировки крутящий момент может быть перераспределён в ту или иную сторону в соотношении, декларируемом коэффициентом блокировки (не больше). В случае применения принудительно блокируемого дифференциала при включении его блокировки система также может перераспределять крутящий момент до некоего соотношения, либо вообще стать бездифференциальной, и в таком случае перераспределять крутящий момент по типу системы подключаемого полного привода, вплоть до реализации в силу тяги всего доступного крутящего момента через одну любую ось.

### Полный привод по требованию
Данная система полного привода предполагает одну постоянно ведущую ось и одну автоматически подключаемую к раздаче крутящего момента, что делает подключаемую ось ведущей лишь по мере необходимости (отсюда англоязычное обозначение системы «AWD on-demand») и лишь в случаях, когда постоянно ведущая ось оказывается не способна реализовать весь доступный крутящий момент в силу тяги автомобиля. За передачу крутящего момента на подключаемую ось здесь всегда отвечает управляемая или самодействующая механическая муфта. Каноническим случаем современного применения системы являются переднемоторные легковые автомобили с постоянно ведущей передней осью и подключаемой задней (в т. ч. спортивные автомобили категории WRC), но вообще система может применяться на легковых автомобилях любой компоновки (например, BMW и Jeep классической компоновки с подключаемой передней осью, или Audi, Lamborghini и Porsche средне- и заднемоторной компоновки). Также система применяется на сельскохозяйственных колёсных тракторах с автоматически подключаемой передней осью на колёсах малого диаметра, хотя формально трансмиссии тракторов не подпадают под классификатор систем полного привода автомобилей. 

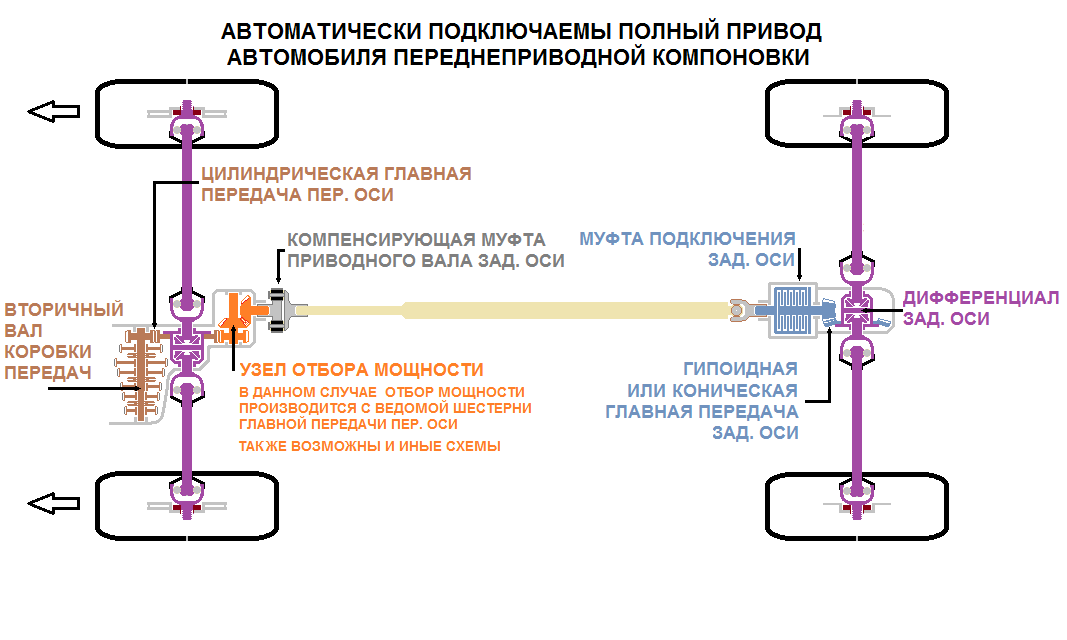
на основе автомобиля переднеприводной компоновки

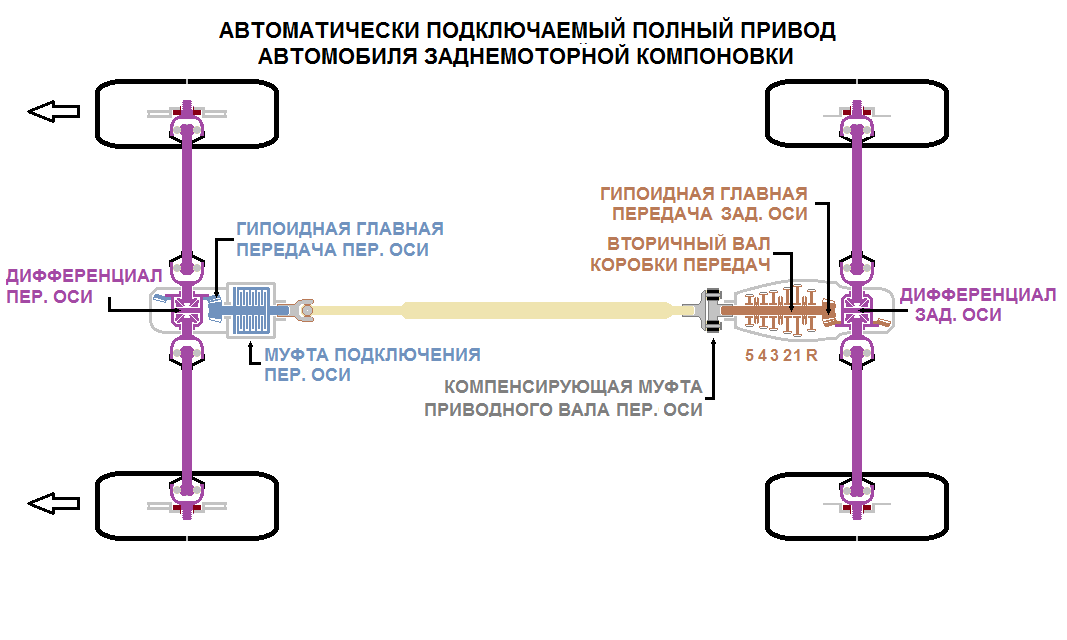
на основе автомобиля заднемоторной компоновки

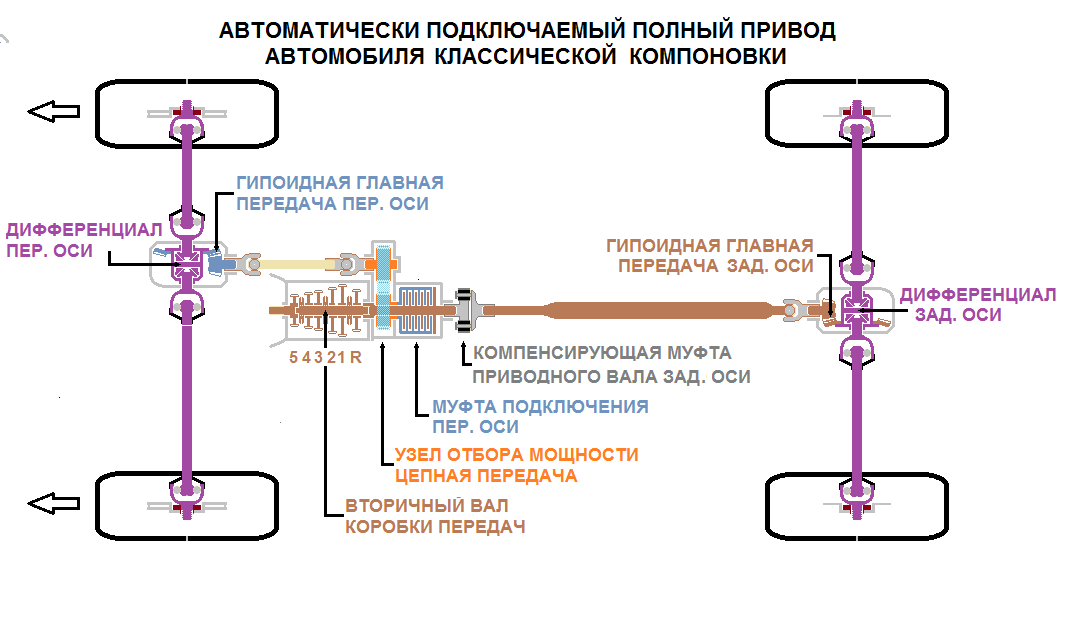
на основе автомобиля классической компоновки

Конструктивная специфика
Межосевой дифференциал в данных системах отсутствует. Главная передача постоянно ведущей оси здесь соединена с выходным/вторичным валом коробки передач таким же образом, как это было бы сделано на автомобилях с одной ведущей осью (моноприводных), а главная передача подключаемой оси здесь соединена с выходным валом коробки передач через узел отбора мощности, приводной вал и механическую муфту того или иного типа, причём последовательность расположения этих трёх элементов полного привода может быть различной.
На автомобилях переднеприводной компоновки с поперечно расположенным мотором узел отбора мощности (Power Transfer Unit) есть просто зубчатая передача, ведущая шестерня которой так или иначе связана с каким-то постоянно вращающимся в движении узлом трансмиссии — вторичным валом коробки передач, главной передачей постоянно ведущей оси, её дифференциалом; а ведомая — с валом привода подключаемой оси. Канонического вида данный узел не имеет, и разные производители трансмиссий могут выполнять его по своему. На автомобилях классической компоновки в качестве узла отбора мощности могут применяться цепные передачи (пример — BMW X-Drive). На автомобилях средне- и заднемоторной компоновки с продольно расположенными моторами узел отбора мощности как таковой отсутствует, и вал привода подключаемой оси просто соединяется через нерасцепляемую муфту с передним торцом вторичного вала коробки передач.
В качестве механической муфты (Coupling) могут применяться самодействующие вискомуфты и сцепные управляемые фрикционные муфты. Обе муфты применяются на легковых автомобилях до сих пор (2023 год). В случае вискомуфты автоматизация работы системы полного привода целиком и полностью определяется внутренней механикой работы самой вискомуфты. В случае применения управляемой фрикционной муфты автоматизация работы требует обязательного наличия информационно-управляющей системы и наличия гидропривода работы муфты, что конструктивно более сложно по сравнению с вискомуфтой, но даёт потенциально большие возможности для регулирования в процессе движения автомобиля. В любом случае выше по умолчанию муфта в трансмиссии одна. На переднеприводных, средне- и заднемоторных автомобилях муфта обычно располагается после приводного вала, перед главной передачей подключаемой оси. На автомобилях классической компоновки муфта может располагаться сразу за коробкой передач до узла отбора мощности.
Также в чисто механической реализации работа системы полного привода возможна с самодействующей обгонной муфтой, но ввиду жёсткости срабатывания такая конструкция применяется только на тракторах с их невысокой скоростью движения.

### Многорежимный полный привод

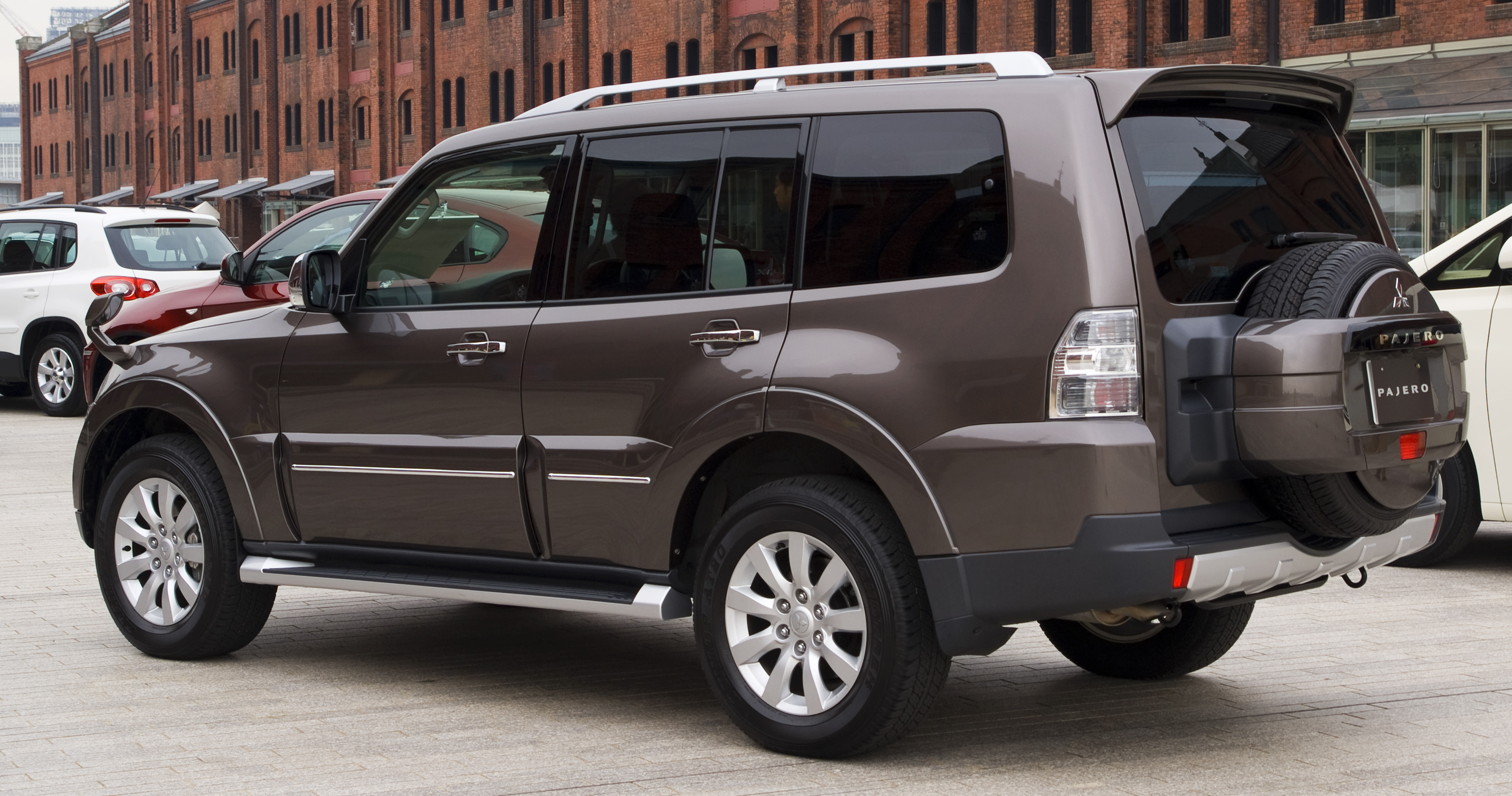
Mitsubishi Pajero

В другую категорию можно выделить автомобили Mitsubishi Pajero (трансмиссия Super Select 4WD) и Jeep Grand Cherokee (трансмиссия Selec-Trac), Nissan Pathfinder (All-mode 4WD) с их селективной трансмиссией, которую можно назвать системой постоянного полного привода (автоматически подключаемого в случае с Nissan Pathfinder) с возможностью принудительного отключения переднего моста.
В Pajero, например, можно выбрать один из следующих режимов: 2WD, 4WD с автоматической блокировкой центрального дифференциала (аналогично Full-Time 4WD), 4WD с жёстко заблокированным дифференциалом (аналогично Part-Time 4WD) и пониженная передача (Low range Part-Time 4WD).

### Гибридный полный привод
Предполагает одну ведущую ось с приводом от двигателя внутреннего сгорания через трансмиссию по типу моноприводного автомобиля и одну ведущую ось с приводом от тягового электродвигателя (система e.4WD). В зависимости от мощности тягового электродвигателя таковой может получать питание как от штатной 12-вольтовой электросистемы и работать только при заведённом двигателе внутреннего сгорания, так и от тяговой батареи и работать в таком случае независимо от двигателя внутреннего сгорания. 
Nissan Tiida e.4WD